# Giáo hoàng Vitalianô
Vitalianô (Tiếng Latinh: Vitalianus) là vị giáo hoàng thứ 76 của giáo hội công giáo. Ông đã được giáo hội suy tôn là thánh sau khi qua đời. Theo niên giám tòa thánh năm 1806 thì ông được bầu làm Giáo hoàng vào năm 657 và ở ngôi Giáo hoàng trong vòng 15 năm 6 tháng. Niên giám tòa thánh năm 2003 xác định ông bắt đầu triều đại của Giáo hoàng Vitalianus là ngày 30 tháng 7 năm 657 và kết thúc vào ngày 27 tháng 1 năm 672.
Vitalianus sinh tại Segni, Ý. Ông gửi đặc sứ Toà Thánh tới Pháp, Tây Ban Nha và Anh. Ông là vị Giáo hoàng đầu tiên quy định loại nhạc cụ trong phụng vụ, cho dùng đàn organ trong các lễ nghi tôn giáo.
Vitalianus dành cho Hoàng Đế Constans sự tiếp đón trang trọng nồng hậu. Constans thể hiện sự nhiệt tâm của mình nhưng đó chỉ là một sự tin tưởng đóng kịch. Trong kỳ nghỉ tại Rôma ông cho đó là một sự sa thải bỉ ổi và là một chiến lợi phẩm vĩ đại. Sau khi Constans chết, Đức Vitalian đã thành công trong việc thiết lập mối giao hảo với Constantine, con trai của Constans, nhờ đó mà có hoà bình giữa Rôma với Constantinople. 